# Shimano

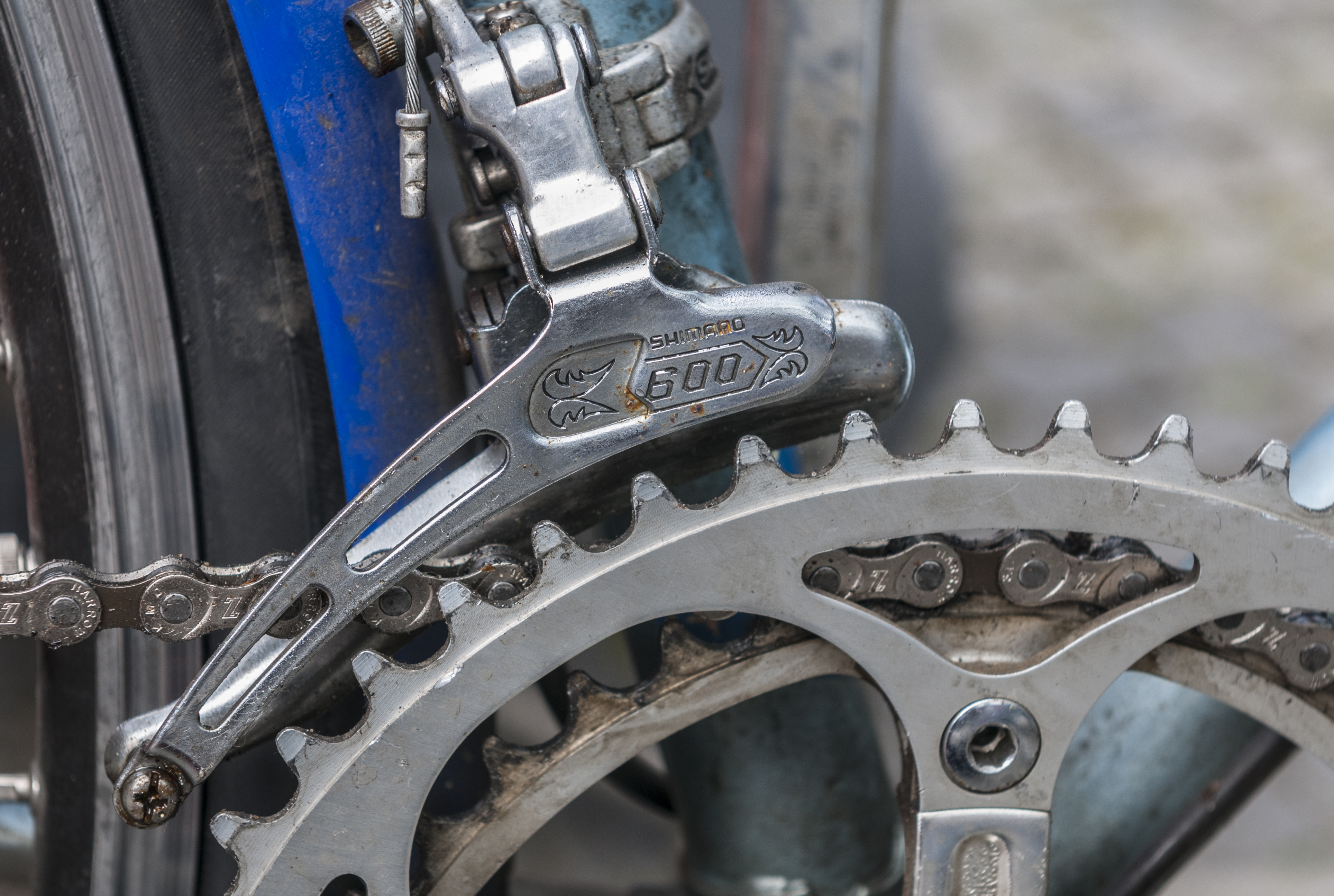
Shimano 600, 1980

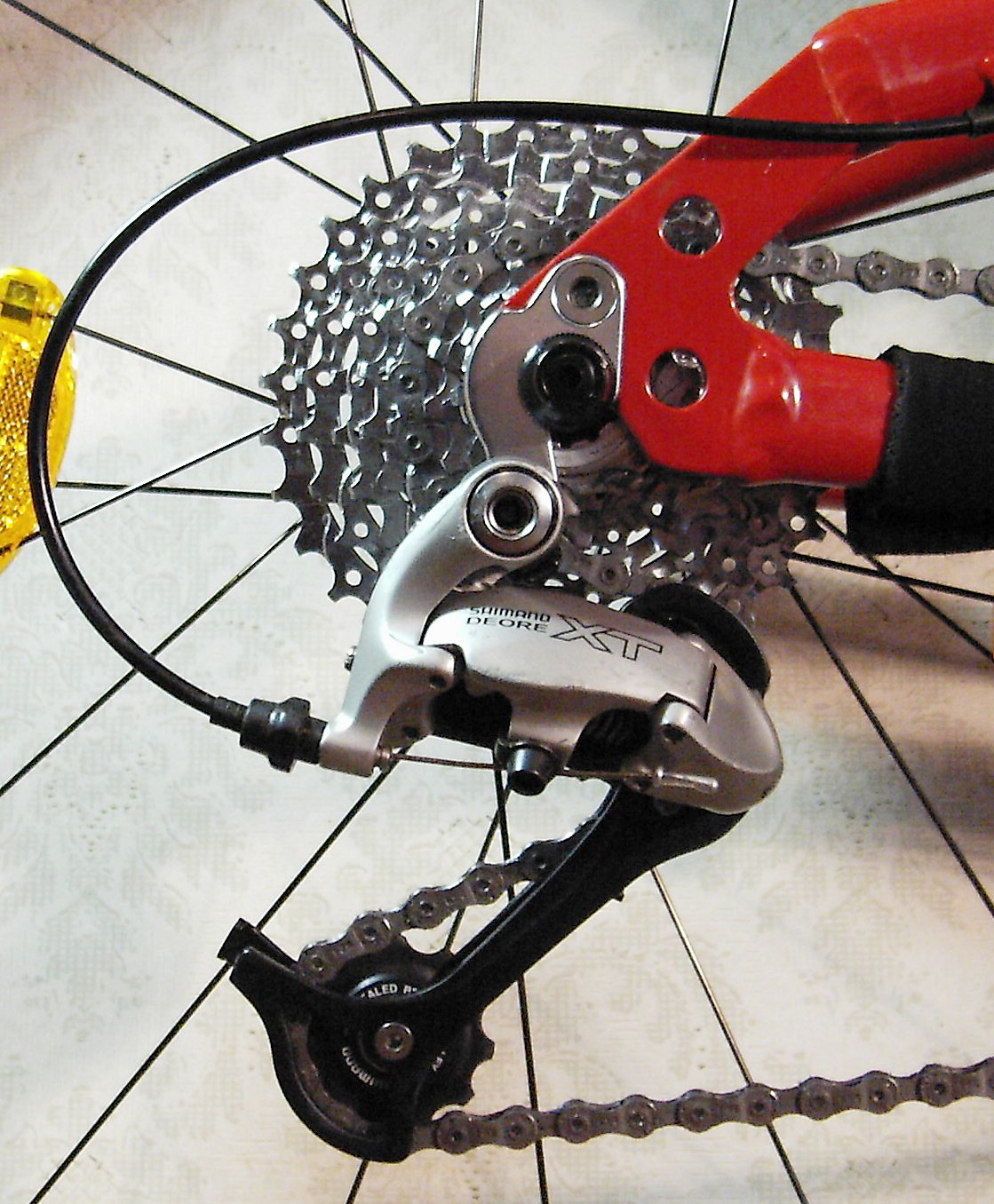
Schimbător de pinioane Shimano Deore XT

Shimano este o firmă care produce, în principal, componente pentru biciclete, dar și echipamente pentru pescuit și sporturi nautice.

### Componente pentru biciclete
Firma Shimano produce butuci, pinioane, lanțuri, angrenaje (foi), monoblocuri, frâne, manete de frână, schimbătoare de pinioane, schimbătoare de foi și manete de schimbător. Unele componente Shimano sunt produse și în afara Japoniei (pinioanele în China, manetele de schimbător în Malaiezia, schimbătoarele și monoblocurile în Singapore). Această firmă este cunoscută in toată lumea pentru calitatea pieselor pe care le produce. Tot odată, ea are și o echipă de ciclism care este in topul competițiilor de acest fel.

#### Seriile de componente pentru biciclete
- pentru Mountain-Bike și derivate :

1. Saint
2. Zee
3. XTR
4. Deore XT
5. SLX
6. Deore LX
7. Hone
8. Deore
9. Alivio
10. Acera
11. Altus
12. Tourney

- pentru cursiere și derivate :

1. Dura-Ace (serie actuală: 9000)
2. Ultegra (serie actuală: 6800)
3. 105 (serie actuală: 5700)
4. Tiagra (serie actuală: 4600)
5. Sora (serie actuală: 3500)
6. Claris (serie actuală: 2400)